# Alexander Beckmann
Alexander Beckmann (* 16. Februar 1955 in Düsseldorf) ist ein deutscher Diplomat. Zuletzt war er von 2008 bis 2011 Botschafter der Bundesrepublik Deutschland in Togo.

## Leben
Nach Beendigung der Schule 1973 arbeitete Beckmann von 1973 bis 1975 als Soldat auf Zeit. Im Anschluss studierte er Rechtswissenschaften an den Universitäten in Bonn und Straßburg. 1981 legte er das 1. juristische Staatsexamen ab, 1984 folgte das 2. juristische Staatsexamen. Von 1984 bis 1985 arbeitete Beckmann als Rechtsanwalt und in einer freiberuflichen juristischen Tätigkeit für die Bundeswehr.
Nach dem Eintritt in den Auswärtigen Dienst 1986 folgten Verwendungen im Auswärtigen Amt, an der Botschaft im Iran sowie am Generalkonsulat in Los Angeles.
Von 1993 bis 1996 war Beckmann zunächst Geschäftsträger a. i. (ad interim) und anschließend bis 1997 Botschafter der Bundesrepublik Deutschland in Tadschikistan. Danach war er vier Jahre lang Leiter der Verwaltung des Deutschen Archäologischen Instituts (DAI) Berlin.
Danach folgte ab 2001 eine erneute Verwendung im Auswärtigen Amt zuletzt als Stellvertretender Leiter eines Referats in der Zentralabteilung (2003 bis 2005). Danach war Beckmann von 2005 bis Juni 2006 Stellvertretender Leiter des Arbeitsstabes Internationaler Gerichtshof im Auswärtigen Amt Berlin. Im Anschluss war er bis 2008 Botschafter in Eritrea. Zwischen August 2008 und 2011 war er Botschafter in Togo und wurde dort nach Beurlaubung von Joachim Weiß abgelöst, dem bisherigen Botschafter in Burundi.